# Misticism cuantic
Misticismul cuantic este un set de credințe metafizice și practici asociate care urmăresc să potrivească inteligența, conștiința, spiritualitatea sau viziuni mistice asupra lumii cu ideile din mecanica cuantică și interpretările sale. Misticismul cuantic este considerat de majoritatea oamenilor de știință ca fiind pseudoștiință sau șarlatanie medicală.

## Controversă și rezolvare timpurie
Olav Hammer a declarat că Werner Heisenberg era atât de interesat de India încât a primit porecla „Buddha”. „Cu toate acestea”, afirmă Hammer, „în Fizica și filosofia lui Heisenberg (1959) nu există nicio urmă substanțială de misticism cuantic;” și adaugă „De fapt, Heisenberg discută pe larg și susține interpretarea decisiv non-mistică de la Copenhaga”. Hammer afirmă, de asemenea, „studiile lui Erwin Schrödinger despre misticismul hindus nu l-au făcut niciodată să urmeze același curs ca metafizicienii cuantici, precum David Bohm sau Fritjof Capra”. Hammer îl citează pe biograful lui Schrödinger, Walter J. Moore, conform căruia aceste două interese (fizica cuantică și misticismul hindus) au fost „disociate în mod ciudat”.
În ciuda faptului că există o credință tot mai mare în misticism cuantic, există totuși oameni care nu au nici o atenție sau grijă față de ea. Un articol intitulat „« Misticismul » în mecanica cuantică: controversa uitată”, scris de Juan Miguel Marin, discută controversa unei astfel de dezbateri. Unul dintre primele argumente a fost inițiat de Charles Seife. El a spus că un factor în procesele cuantice este conștiința. Un alt argument a fost făcut de Eugene Wigner, despre care se credea că este persoana inițială care introduce „întrebarea minte-corp”. Marin susține că niciuna dintre teoriile rezultate ale lucrării lui Wigner nu a fost relevantă (2009) datorită faptului că „nu numai că a fost introdusă ipotetic conștiința la nașterea fizicii cuantice, ci și termenul « mistic » a fost folosit de către fondatorii săi în favoarea și împotriva unei astfel de introduceri.” Aceste declarații sunt argumentate ulterior de persoane precum Albert Einstein. Einstein, în ciuda faptului că nu este de acord cu misticismul, devine o bază pentru misticism (în mod fals) în ochii publicului. Mai mulți oameni susțin că aspectele mistice și Einstein nu s-au potrivit împreună, dar cumva unii oameni păreau să creadă că teoriile sale contribuie la credința misticismului. Marin îl cită pe Einstein spunând „Niciun fizician nu crede acest lucru. Altfel nu ar fi un fizician.” El dezbate mai multe argumente cu privire la aprobarea misticismului, chiar susținând în mod fals că Niels Bohr susține și are o credință pozitivă în misticism. Potrivit lui Marin, „Einstein l-a acuzat pe Niels Bohr de misticism” pe care îl consideră fals în timp ce susține că „Pauli” a plantat „ipoteza mistică” (2009). Ca urmare a acestei greșeli, misticismului i s-a acordat de către public eticheta de cunoaștere obiectivă. Marin se concentrează pe înțelegerea controversată a misticismului descriind relațiile dintre Bohr și Einstein. Bohr încearcă în mod repetat să-și salveze renumele referitor la această neînțelegere, dar, fără rezultat și a pierdut disputa. Marin afirmă: „Încă din 1927, îl găsim pe Bohr respingând ipoteza care susține că teoria cuantică necesită un observator conștient.” De-a lungul vremii Bohr își schimbă treptat punctul de vedere cu privire la acest subiect. „El a avut cu siguranță simpatie față de ipoteza conform căreia înțelegerea conștiinței ar putea necesita o extensie a teoriei cuantice pentru a se potrivi cu alte legi decât cele ale fizicii”. Bohr nu a afirmat niciodată că este de acord cu misticismul în domeniul științei, dar el a indicat faptul că acesta ar putea fi ceva demn de analizat și ar putea duce la descoperiri. Un alt domeniu de controversă redat de Marin a fost legătura dintre Einstein și „aspectul mistic”.

## Wigner
În 1961, Eugene Wigner a scris o lucrare, intitulată „Remarci despre întrebarea minte-corp”, sugerând că observatorul conștient joacă un rol fundamental în mecanica cuantică,:93 o parte din interpretarea von Neumann-Wigner. În timp ce lucrarea sa va servi drept inspirație pentru lucrările mistice ulterioare ale altora, ideile lui Wigner au fost în primul rând filozofice și nu sunt considerate „în același stadiu” ca misticismul care va urma.

## Însușirea de către New Age
La începutul anilor 1970, cultura New Age a început să încorporeze idei din fizica cuantică, începând cu cărțile lui Arthur Koestler, Lawrence LeShan și altele care au sugerat fenomene pretinse parapsihologice ar putea fi explicate prin mecanica cuantică.:32 În acest deceniu a apărut Fundamental Fysiks Group, un grup de fizicieni care au îmbrățișat misticismul cuantic în timp ce se angajau în parapsihologie, Meditație Transcendentală, diverse practici New Age și misticism oriental. Inspirat parțial de Wigner, Fritjof Capra, membru al Grupului Fysiks fundamental, a scris  The Tao of Physics: An Exploration of the Parallels Between Modern Physics and Eastern Mysticism (1975), o carte care susține fizica cuantică pe tipic New Age, carte care a câștigat popularitate în rândul publicului non-științific.:32 În 1979 a apărut publicarea The Dancing Wu Li Masters de Gary Zukav, care nu era om de știință și era „cel mai de succes dintre adepții lui Capra”.:32 Se spune că Fundamental Fysiks Group este unul dintre agenții responsabili de „cantitatea uriașă de aberații pseudoștiințifice” din jurul interpretărilor mecanicii cuantice.

## Utilizare modernă și exemple
Spre deosebire de misticismul de la începutul secolului al XX-lea, astăzi misticismul cuantic se referă de obicei la formularea sa New Age care pretinde că ar combina misticismul antic cu mecanica cuantică. Numit pseudoștiință și deviere a fizicii cuantice, se bazează pe „asemănări sau coincidențe ale limbajului, mai degrabă decât pe conexiuni autentice” cu mecanica cuantică. Fizicianul Murray Gell-Mann a scornit expresia quantum flapdoodle pentru a se referi la devierea și aplicarea greșită a fizicii cuantice la alte subiecte.
Un exemplu de astfel de abuzuri este „teoria cuantică” a guru-ului New Age Deepak Chopra conform căruia îmbătrânirea este cauzată de minte, expusă în cărțile sale Quantum Healing (1989) și Ageless Body, Timeless Mind (1993). În 1998, lui Chopra i s-a acordat parodia Ig Nobel Prize la categoria fizică pentru „interpretarea sa unică a fizicii cuantice așa cum se aplică vieții, libertății și căutării fericirii economice”.
Filmul din 2004 What the Bleep Do We Know!? a tratat o serie de idei New Age în legătură cu fizica. A fost produs de Școala de Iluminare Ramtha care a fost fondată de J.Z. Knight, un medium care a spus că învățăturile ei s-au bazat pe un discurs cu o entitate fără corp în vârstă de 35.000 de ani numită Ramtha. Prezentând pe membrul grupului Fundamental Fysiks Fred Alan Wolf, filmul a folosit în mod greșit unele aspecte ale mecanicii cuantice - inclusiv principiul incertitudinii al lui Heisenberg și efectul de observator - precum și biologie și medicină. Numeroși critici au respins filmul pentru utilizarea pseudoștiinței.
„Îmi place că fizica cuantică, dintr-un anumit motiv, a devenit o scuză pentru a batjocori știința în ansamblul ei. Vezi tu, nimic nu este real, nimic nu este adevărat și orice și oricum crezi, așa și este lumea. Deci, dacă gândești pozitiv, refaci lumea pozitiv conform acestei explicații pseudoștiințifice.”—Barbara Ehrenreich, Royal Society of Arts